# Persone di nome György
| Questa pagina contiene informazioni ricavate automaticamente dalle voci biografiche con l'ausilio del template Bio e di un bot. L'aggiornamento è periodico e automatico e ricostruisce completamente la pagina. Se manca una persona in questa lista, sei pregato di non aggiungerla, ma accertati piuttosto che la sua voce biografica contenga il template Bio e che i dati anagrafici siano correttamente compilati. Se il template Bio manca, inseriscilo tu stesso o, in alternativa, metti l'avviso {{tmp\|Bio}} che ne segnala la mancanza. Se i dati riportati sono sbagliati, correggi direttamente la voce biografica; le modifiche saranno visibili in questa lista entro pochi giorni. Per chiarimenti vedi il progetto antroponimi. La lista contiene solo le 101 persone che sono citate nell'enciclopedia e per le quali è stato implementato correttamente il template Bio. Pagina aggiornata al 16 ott 2024. |

Questa è una lista di persone presenti nell'enciclopedia che hanno il prenome György, suddivise per attività principale.

## Allenatori di calcio(6)
- László Balint, allenatore di calcio e ex calciatore rumeno (Brașov, n. 1979)
- György Bognár, allenatore di calcio e ex calciatore ungherese (Baja, n. 1961)
- György Hlavay, allenatore di calcio e calciatore ungherese (Budapest, n. 1888 - Budapest, † 1958)
- György Kőszegi, allenatore di calcio e calciatore ungherese (Budapest, n. 1888 - † 1961)
- György Mezey, allenatore di calcio e ex calciatore ungherese (Bačka Topola, n. 1941)
- György Szűcs, allenatore di calcio e calciatore ungherese (Szombathely, n. 1912 - Budapest, † 1991)

## Architetti(1)
- György Csete, architetto ungherese (Szentes, n. 1937 - Budapest, † 2016)

## Arcivescovi cattolici(1)
- György Udvardy, arcivescovo cattolico ungherese (Balassagyarmat, n. 1960)

## Astronomi(2)
- György Kulin, astronomo ungherese (Nagyszalonta, n. 1905 - Budapest, † 1989)
- György Mező, astronomo ungherese

## Attori(1)
- György Dörner, attore e doppiatore ungherese (Budapest, n. 1953)

## Calciatori(20)
- György Freppán, ex calciatore e ex giocatore di calcio a 5 ungherese (Pécs, n. 1962)
- György Garics, ex calciatore ungherese (Szombathely, n. 1984)
- György Hóri, calciatore ungherese (n. 1909 - † 1975)
- György Kalmár, calciatore ungherese (n. 1913 - † 1986)
- György Komáromi, calciatore ungherese (n. 2002)
- György Korsós, ex calciatore ungherese (Győr, n. 1976)
- György Lipták, ex calciatore ungherese (n. 1937)
- György Marik, calciatore ungherese (n. 1923 - † 1988)
- György Mogoy, ex calciatore ungherese (Igal, n. 1924)
- György Molnár, calciatore ungherese (n. 1901 - † 1977)
- György Nagy, calciatore ungherese (Budapest, n. 1942 - Budapest, † 1992)
- György Novath, ex calciatore ungherese (Székesfehérvár, n. 1958)
- György Orth, calciatore e allenatore di calcio ungherese (Budapest, n. 1901 - Porto, † 1962)
- György Sándor, ex calciatore ungherese (Užhorod, n. 1984)
- György Sárosi, calciatore e allenatore di calcio ungherese (Budapest, n. 1912 - Genova, † 1993)
- György Skvarek, calciatore ungherese (n. 1903 - † 1952)
- György Szabó, ex calciatore ungherese (n. 1942)
- György Szabó, calciatore ungherese (n. 1921 - † 1962)
- György Takács, calciatore ungherese (Győr, n. 1924 - Budapest, † 1994)
- György Tatár, calciatore ungherese (Miskolc, n. 1952 - Miskolc, † 2024)

## Canoisti(4)
- György Kolonics, canoista ungherese (Budapest, n. 1972 - Budapest, † 2008)
- György Kozmann, canoista ungherese (Szekszárd, n. 1978)
- György Mészáros, canoista ungherese (Budapest, n. 1933 - † 2015)
- György Zala, ex canoista ungherese (Budapest, n. 1969)

## Cestisti(5)
- György Bokor, cestista ungherese (Budapest, n. 1928 - Budapest, † 2014)
- György Golomán, cestista ungherese (Szombathely, n. 1996)
- György Nagy, cestista ungherese (Budapest, n. 1926 - Budapest, † 2004)
- György Pólik, ex cestista ungherese (Budapest, n. 1939)
- György Telegdy, cestista ungherese (Budapest, n. 1927 - † 2022)

## Compositori(3)
- György Deák-Bárdos, compositore, organista e insegnante ungherese (Budapest, n. 1905 - Budapest, † 1991)
- György Kurtág, compositore ungherese (Lugoj, n. 1926)
- György Ligeti, compositore ungherese (Târnăveni, n. 1923 - Vienna, † 2006)

## Compositori di scacchi(2)
- György Bakcsi, compositore di scacchi ungherese (Budapest, n. 1933 - † 2019)
- György Páros, compositore di scacchi ungherese (Tamași, n. 1910 - Budapest, † 1975)

## Condottieri(1)
- György Dózsa, condottiero ungherese (Dalnic - Timișoara, † 1514)

## Designer(1)
- György Kepes, designer ungherese (Lőrinci, n. 1906 - Los Angeles, † 2001)

## Filosofi(1)
- György Lukács, filosofo, sociologo e politologo ungherese (Budapest, n. 1885 - Budapest, † 1971)

## Fisici(1)
- György Marx, fisico, docente e astrofisico ungherese (Budapest, n. 1927 - Budapest, † 2002)

## Generali(1)
- György Zápolya, generale e nobile ungherese (n. 1488 - Mohács, † 1526)

## Giuristi(1)
- György Bónis, giurista e storico ungherese (Budapest, n. 1914 - Budapest, † 1985)

## Imprenditori(1)
- Gordon Bajnai, imprenditore e economista |Attività3 = politico ungherese (Seghedino, n. 1968)

## Lottatori(1)
- György Gurics, lottatore ungherese (n. 1929 - † 2013)

## Marciatori(1)
- György Sztantics, marciatore ungherese (Subotica, n. 1878 - Subotica, † 1918)

## Matematici(1)
- George Polya, matematico ungherese (Budapest, n. 1887 - Palo Alto, † 1985)

## Militari(2)
- György Debrödy, militare e aviatore ungherese (Lajoskomárom, n. 1921 - Cortland, † 1982)
- György Újszászy, militare e aviatore ungherese (Veszprém, n. 1912 - Pottstown, † 1981)

## Nobili(4)
- György Majláth, nobile e politico ungherese (Presburgo, n. 1818 - Budapest, † 1883)
- György Majláth, nobile e politico ungherese (Zavar, n. 1786 - Vienna, † 1861)
- György Majláth, nobile, giudice e politico ungherese (Krškany, n. 1752 - Pest, † 1821)
- György Pallavicini, nobile, politico e militare ungherese (Budapest, n. 1881 - Budapest, † 1946)

## Nuotatori(3)
- György Csordás, nuotatore ungherese (Cegléd, n. 1928 - Budapest, † 2000)
- György Mitró, nuotatore ungherese (n. 1930 - † 2010)
- György Tumpek, nuotatore ungherese (Budapest, n. 1929 - Budapest, † 2022)

## Odontoiatri(1)
- György Carabelli, odontoiatra ungherese (Pest, n. 1787 - Vienna, † 1842)

## Ostacolisti(1)
- György Bakos, ex ostacolista ungherese (Zalaegerszeg, n. 1960)

## Pallanuotisti(7)
- György Bródy, pallanuotista ungherese (Budapest, n. 1908 - Johannesburg, † 1967)
- György Gerendás, ex pallanuotista ungherese (Budapest, n. 1954)
- György Horkai, ex pallanuotista ungherese (Budapest, n. 1954)
- György Kárpáti, pallanuotista ungherese (Budapest, n. 1935 - Budapest, † 2020)
- György Kenéz, ex pallanuotista ungherese (Budapest, n. 1956)
- György Kutasi, pallanuotista ungherese (Fiume, n. 1910 - Melbourne, † 1977)
- György Vízvári, pallanuotista ungherese (Budapest, n. 1928 - Budapest, † 2004)

## Pallavolisti(1)
- György Grozer, pallavolista ungherese (Budapest, n. 1984)

## Patrioti(1)
- György Klapka, patriota ungherese (Timișoara, n. 1820 - Budapest, † 1892)

## Pianisti(1)
- György Sándor, pianista ungherese (Budapest, n. 1912 - New York, † 2005)

## Pittori(1)
- György Kovásznai, pittore e regista ungherese (Budapest, n. 1934 - Budapest, † 1983)

## Politici(1)
- György Lázár, politico ungherese (Isaszeg, n. 1924 - Budapest, † 2014)

## Principi(1)
- Giorgio II Rákóczi, principe (Sárospatak, n. 1621 - Várad, † 1660)

## Pugili(2)
- György Gedó, ex pugile ungherese (Újpest, n. 1949)
- György Mizsei, ex pugile ungherese (Kiskunfélegyháza, n. 1971)

## Registi(3)
- György Pálfi, regista ungherese (Budapest, n. 1974)
- György Révész, regista e sceneggiatore ungherese (Budapest, n. 1927 - Budapest, † 2003)
- György Szomjas, regista e sceneggiatore ungherese (Budapest, n. 1940 - Budapest, † 2021)

## Schermidori(5)
- György Doros, schermidore ungherese (Odorheiu Secuiesc, n. 1890 - Budapest, † 1945)
- György Nébald, ex schermidore ungherese (Budapest, n. 1956)
- György Piller-Jekelfalussy, schermidore ungherese (Eger, n. 1899 - San Francisco, † 1960)
- György Rozgonyi, schermidore ungherese (Budapest, n. 1890 - Budapest, † 1967)
- György Varga, ex schermidore ungherese

## Scrittori(3)
- György Bessenyei, scrittore e filosofo ungherese (Tiszabercel, n. 1747 - Pusztakovácsi, † 1811)
- György Konrád, scrittore e giornalista ungherese (Berettyóújfalu, n. 1933 - Budapest, † 2019)
- György Spiró, scrittore, drammaturgo e saggista ungherese (Budapest, n. 1946)

## Sollevatori(3)
- György Horváth, sollevatore ungherese (Budapest, n. 1943 - Budapest, † 1988)
- György Kőszegi, sollevatore ungherese (Nyíregyháza, n. 1950 - Tiszaújváros, † 2001)
- György Szalai, ex sollevatore ungherese (Gádoros, n. 1951)

## Storici(2)
- György Györffy, storico ungherese (n. 1917 - † 2000)
- György Szabados, storico ungherese (Budapest, n. 1971)

## Teologi(1)
- György Bulányi, teologo e presbitero ungherese (Budapest, n. 1919 - Budapest, † 2010)

## Velocisti(1)
- György Csányi, velocista ungherese (n. 1922 - † 1978)

## Vescovi cattolici(1)
- György Klimó, vescovo cattolico ungherese (Dolný Lopašov, n. 1710 - Pécs, † 1777)

## Violinisti(1)
- György Pauk, violinista ungherese (Budapest, n. 1936)